# Schwarzband-Regenbogenfisch
Der Schwarzband-Regenbogenfisch (Melanotaenia nigrans) ist ein Süßwasserfisch aus der Familie der Regenbogenfische. Er lebt in nordaustralischen Bächen, Sümpfen und Billabongs. Melanotaenia nigrans ist die Typusart der Gattung Melanotaenia.

## Merkmale
Der Schwarzband-Regenbogenfisch ist ein relativ kleiner Regenbogenfisch, typischerweise um 6 cm lang, der im Gegensatz zu anderen Arten dieser Familie auch im Alter seine schlanke und langgestreckte Körperform beibehält. Die Weibchen wirken durch ihren schmaleren Schwanzstiel und die kleineren unpaarigen Flossen noch schlanker als die Männchen. Das Männchen kann eine Länge von bis zu 10 cm erreichen (Tiere aus dem Litchfield-Nationalpark), das Weibchen wird 6 cm groß. Die Lebenserwartung (im Aquarium) beträgt etwa fünf Jahre. 
Der Rücken und die Bauchzone sind bläulich irisierend. Vom Maul bis in die Schwanzflosse hinein zieht sich ein schwarz gefärbtes, etwa zwei Schuppen breites Band, von dem der Fisch seinen deutschsprachigen Namen bekam. Das schwarze Band ist aber nicht alleiniges Merkmal dieser Art, sondern kommt auch bei einigen anderen Arten der Gattung Melanotaenia vor, die aber eine wesentlich höhere Rückenform aufweisen. Die unpaarigen Flossen des Männchens an Bauch und Rücken schimmern auffällig blau, am hinteren Ende laufen sie in je einer Spitze aus. Die Flossen der Weibchen sind weniger auffällig und am hinteren Ende abgerundet. Die Farbgebung von M. nigrans ist je nach lokalem Herkunftsgebiet etwas unterschiedlich.

## Verbreitung
Der Schwarzband-Regenbogenfisch ist in den nördlichen Territorien Australiens beheimatet. Er wird in der Sprache der Aborigines „Yalgunda“ genannt. Wie viele Regenbogenfische kommt er in küstennahen Flüssen und Bächen, fallweise sogar im Brackwasser vor. Die Populationen verteilen sich auf drei zusammenhängende Gebiete: Es gibt Vorkommen an der Nordspitze der Kimberleys (Westaustralien), im Northern Territory vom Daly River bis zum Arnhemland sowie im Norden Queenslands auf der Spitze der Kap-York-Halbinsel inklusive kleiner Nebenflüsse des Jardine Rivers.
Die Wassertemperaturen in seinem relativ großen Verbreitungsgebiet schwanken jahreszeitlich zwischen 20 und 35 °C, wobei die mittlere Temperatur in der trockenen Jahreszeit 26 °C beträgt, in der praktisch alle Daten ermittelt wurden. Der pH-Wert liegt in diesen Gewässern zwischen 5 und 8, meist jedoch im neutralen Bereich.

## Systematik
Melanotaenia nigrans ist eng verwandt mit den ebenfalls schlanken nordaustralischen Arten Melanotaenia exquisita, Melanotaenia gracilis und Melanotaenia pygmaea.

## Aquaristik

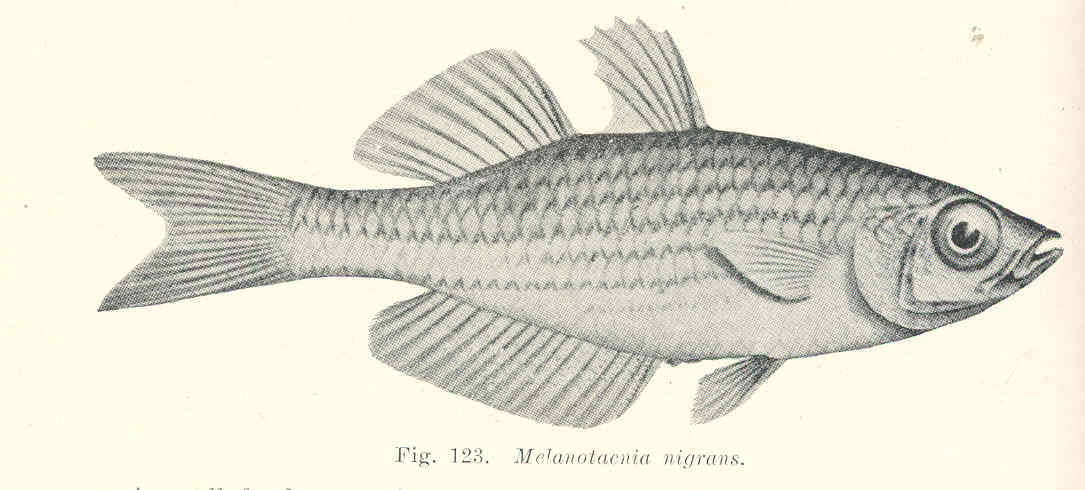
Fälschlich als „Melanotaenia nigrans“ bezeichneter Regenbogenfisch im „Illustrated Catalogue of the Fishes of South Australia“, 1921.

Wie alle Regenbogenfische wird auch der Schwarzband-Regenbogenfisch als Zierfisch in Süßwasseraquarien gehalten. Im Handel außerhalb Australiens wird diese Art praktisch nicht angeboten, zudem werden oft andere Arten, wie Melanotaenia australis, Melanotaenia fluviatilis oder Melanotaenia duboulayi fälschlicherweise als Melanotaenia nigrans angeboten. Selbst bei auf Regenbogenfische spezialisierten Aquarianern (wie innerhalb der IRG) ist diese Art kaum anzutreffen. Der echte M. nigrans wurde für die Aquaristik zuerst 1976 nach Europa importiert.
Der Schwarzband-Regenbogenfisch kann im Aquarium bei Wassertemperaturen zwischen 18 und 24 °C gut gehalten werden, für die Zucht ist der obere Temperaturbereich erforderlich.